# Hans Dittmer
Hans Dittmer (* 13. Juli 1893 als Johannes Heinrich Gottlieb Dittmer in Norden (Ostfriesland); † 5. Januar 1959 in Simmershausen bei Kassel) war ein deutscher Theologe und Schriftsteller.

## Leben
Hans Dittmer war der Sohn eines Volksschulrektors. Nachdem Dittmer im Jahre 1911 die Reifeprüfung abgelegt hatte, studierte er Evangelische Theologie, Germanistik, Philosophie und Orientalische Sprachen an den Universitäten in Göttingen, Bonn und Marburg. 1914 bestand er das Erste theologische Examen in Hannover und war anschließend als Hilfslehrer an der von Johannes Trüper in Jena gegründeten heilpädagogischen Anstalt tätig. Ab 1915 nahm Dittmer als Sanitäter am Ersten Weltkrieg teil. Im Jahre 1918 schloss er die Ehe mit einer Krankenschwester, die er in einem Kasseler Lazarett kennengelernt hatte; aus der Ehe gingen drei Töchter hervor. Im gleichen Jahr absolvierte er das Zweite Theologische Examen und wirkte danach als Vikar in dem nordhessischen Ort Niedergrenzebach. Ab 1919 hatte er seine erste Pfarrstelle in Berge, einem Ortsteil der Gemeinde Neu-Eichenberg. 1929 promovierte er an der Universität Jena mit einer religionspädagogischen Arbeit zum Doktor der Philosophie. In den Zwanzigerjahren unternahm er ausgedehnte Reisen in Europa und Übersee, die ihn u. a. nach Argentinien, Uruguay, Brasilien sowie in den Vorderen Orient führten. Ab 1933 war Dittmer Pfarrer in Simmershausen bei Kassel. Nach dem Tod seiner ersten Frau im Jahre 1949 heiratete er 1951 ein zweites Mal; aus dieser Ehe mit einer Ärztin gingen zwei Söhne hervor, darunter Hans Otfried Dittmer.
Hans Dittmer war neben seinem Pfarrberuf auch als Schriftsteller tätig. Er verfasste Romane, Erzählungen und Gedichte. Seine Werke, von denen allein die Romane eine Gesamtauflage von mehr als 400000 Exemplaren erreichten, behandeln häufig Themen aus Dittmers ostfriesischer Heimat. Auch stammen einige theologische Fach- und Fortbildungsbücher aus seiner Feder, darunter ein bei Diesterweg erschienenes Werk, welches bereits 1935 „sexual-ethische Fragen“ im Konfirmandenunterricht berücksichtigte, was zu jener Zeit eher selten war. Allerdings gibt dieses Buch weitestgehend die NS-Propaganda zu diesem Thema wieder.

## Werke
- Vrouw Johanna, Berlin 1919
- Die Mutter, Heilbronn 1920
- Annenhof, Leipzig 1922
- Frühlingswille, Stuttgart 1925
- Der Weg in die Stille, Halle-S. 1928
- Evangelischer Konfirmandenunterricht im Licht der heutigen Jugendpsychologie und Pädagogik, Göttingen 1929
- Religionsunterricht auf dem Grunde der Wirklichkeit und neuen Erziehung, Weimar 1932
- Ein Schulschiff ging unter, Weimar 1932
- Spiel mit Wolken und Winden, Berlin 1933
- Von Weg und Ziel, Göttingen 1934
- Die beiden Wege und andere Erzählungen, Göttingen 1935
- Lebendiger Konfirmandenunterricht – mit e. Nachwort über sexual-ethische Fragen im Unterricht, Frankfurt 1935
- In den Fischergassen, Hannover 1935
- Der Arzt, der aus Gott ging, Göttingen 1937
- Insel im Wind, Göttingen 1941
- Die letzte Kugel und andere Erzählungen, Stuttgart 1948
- Silke Terbeek, Stuttgart [u. a.] 1949
- Der Wind weht, wo er will, Stuttgart 1952
- Erde im Licht, Stuttgart 1953
- Der Weg nach Montfort, Stuttgart 1953
- Wanderer auf rechter Straße, Stuttgart 1954
- Eine Handbreit vor Gott, Stuttgart 1955
- Fabricius, Stuttgart 1956

## Herausgeberschaft
- Vom Ewigen im Heute, Göttingen
  - 1 (1933)
  - 2 (1934)
  - 3 (1935)
- Von gestern und heute, Göttingen 1936
- Mission?, Göttingen 1937
- Erlebtes und Erkämpftes, Göttingen 1938
- Heinrich Pforr: Heinrich Pforr, Kassel-Wilhelmshöhe 1938
- Um Glauben und Heimat, Göttingen 1939
- Ewigkeit in der Zeit, Göttingen 1950
- Der Turmhahn, Melsungen 1952